# 麴伯雅
麴伯雅（6世纪?—623年），高昌國建立者麴嘉的六世孫，麴固之子，為古高昌國的君主，屬麴氏高昌之列。
他於601年即位。改年号延和。608年，遣使至隋朝朝贡，隋炀帝拜拜麴伯雅為左光祿大夫、車師太守，並封弁國公。612年，隋炀帝征高句丽，麴伯雅随行至高句丽。隋朝将華容公主宇文氏嫁给麴伯雅。613年，发生政变，麴伯雅失去王位。620年，麴伯雅復位，改年号重光。谥号献文王。

## 生平
麴乾固死後，麴伯雅繼位為高昌王，麴伯雅的奶奶為突厥可汗之女，因此當麴伯雅的父親死後，突厥令麴伯雅依突厥之俗，雖麴伯雅不想，但在突厥的逼迫之下，麴伯雅只好不得已而從之。
隋炀帝即位之後，招來各個外族覲見，麴伯雅於大業四年（608年）時遣使貢獻，隋煬帝對高昌的使者甚是優待。當隋煬帝西巡時，麴伯雅等西域的二十七個王皆佩金玉、被錦罽，並且焚香奏樂的在會隋煬帝經過的路旁拜見皇帝。
大業五年（609年），麴伯雅前往長安。隋文帝在觀風行殿中設宴迎接，在宴會中許多文物被陳列出來，演奏九部樂及表演魚龍曼延(古代百戲雜耍名)，並且還給予麴伯雅特殊優厚的待遇。同時麴伯雅也被拜左光祿大夫、車師太守，封弁國公。
大業八年(612年)，隋煬帝攻打高麗時，讓突厥的曷薩那可汗及高昌王麴伯雅前去觀戰以震懾他們，當他們攻打完高麗回去時，隋文帝便將華容公主嫁給麴伯雅，並且還令在當時頗有雅望的蘇夔幫他們主婚。當麴伯雅回到高昌之後，便下令道:「之前因為我們國家處在邊荒，因此我們被髮左袵，但如今隋朝已經統治了天下，天下已經被平定統一了。既然我已經被隋朝所教化，那麼庶人們也應該要和我一樣。庶人以上身分者，皆應該解該辮子，並改穿中原服飾。」。隋文帝聽聞此事後大喜並下詔曰:「祿大夫、弁國公、高昌王伯雅，本自諸華，世祚西壤，昔因多難，翦為胡服。自我皇隋，平一宇宙，伯雅踰沙忘阻，奉貢來庭，削袵曳裾，變夷從夏，可賜衣冠，仍班製造之式。」。
雖然麴伯雅已經臣服於隋朝，但在更早以前麴伯雅就已經向另一個外族鐵勒稱臣了，而且鐵勒又長期派遣重臣住在高昌國，一旦有來往胡地的商客就必須徵稅並交給鐵勒，雖然麴伯雅以臣服於隋朝，但是麴伯也依然懼怕著鐵勒，不敢拒絕向鐵勒納貢。因此在同時需要向鐵勒與隋朝的情況下，國民的稅賦日益加重，最終高昌在613年發生了叛亂，麴伯雅失去王位。直到620年麴伯雅在西域諸國的幫忙下終於復位。
麴伯雅復位後，中國已經改朝換代由隋朝變成了唐朝。在武德三年(620年)時，麴伯雅也有遣使向唐朝朝貢。
武德六年（624年），高昌王麴伯雅卒。子麴文泰立。

## 家庭

### 嬪妃
- 襄邑夫人
- 張太妃

### 兒女
- 子
  - 光武王麴文泰
- 女
  - 元台公主[2]
  - 永安公主[3]
  - 高昌公主[4]